# Säkerhetspolisen

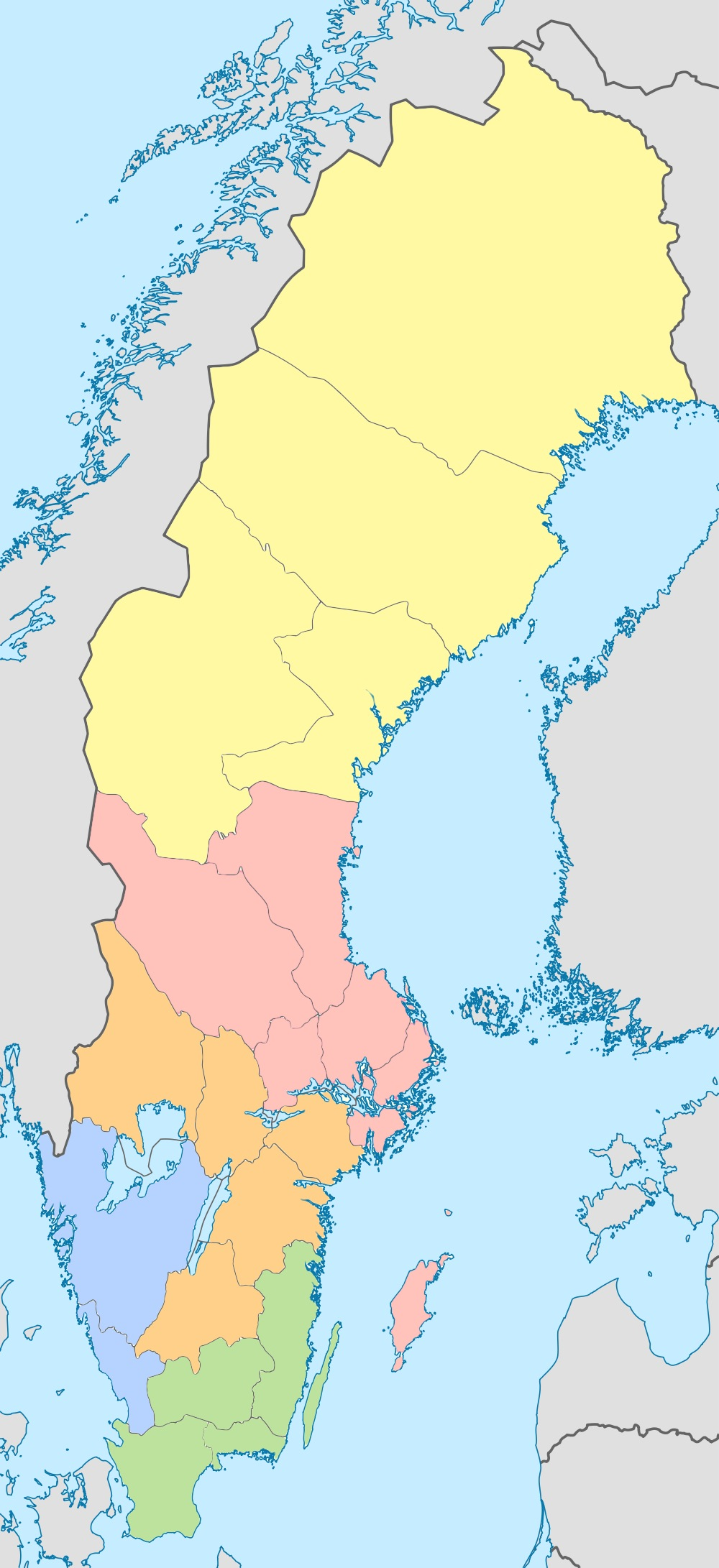
Ermittlungsbereiche der Säpo: Syd (grün), Väst (blau), Nedre mellersta (orange), Övre mellersta (rot), Norr (gelb)

Säkerhetspolisen (kurz auch Säpo; deutsch:  Sicherheitspolizei) ist der nationale Nachrichtendienst in Schweden. Er ist dem Justizministerium unterstellt.
Hauptaufgabengebiete sind die Gegenspionage, der Verfassungsschutz, die Bekämpfung des Terrorismus und der Personenschutz (zum Beispiel der Königsfamilie und von Politikern).
Die Säpo wurde in den 1940er Jahren mit wesentlicher Unterstützung der deutschen Gestapo aufgebaut.

## Organisation
Das Hauptquartier liegt in Stockholm, daneben gibt es fünf regionale Dienststellen. Im Hauptquartier ist die Säpo in elf operative Einheiten unterteilt. Die Personalstärke liegt bei etwa 1000 Beschäftigten.

### Struktur
Die Säpo ist in fünf regionale Einheiten unterteilt, denen jeweils ein Ermittlungsbereich zugeteilt ist:
1. Süd: Blekinge, Kalmar, Kronobergs und Skåne län mit Sitz in Malmö
2. West: Hallands und Västra Götalands län mit Sitz in Göteborg
3. Mitte Süd: Södermanlands, Jönköpings, Värmlands, Östergötlands und Örebro län mit Sitz in Örebro
4. Mitte Nord: Stockholms, Uppsala, Västmanlands, Dalarnas, Gävleborgs und Gotlands län mit Sitz in Uppsala, zusätzlich zum Hauptsitz in Stockholm
5. Nord: Västerbottens, Norrbottens, Västernorrlands und Jämtlands län mit Sitz in Umeå

## Trivia
Die Rolle der Säkerhetspolisen bzw. ihrer Vorgängerorganisation während des Kalten Krieges hat der schwedische Autor Stieg Larsson in die Handlung seiner Millennium-Trilogie eingeflochten.
Die Coq-Rouge-Reihe von Jan Guillou dreht sich um die Arbeit der Säpo und ihrer Mitarbeiter. Die ZDF-Serie Hamilton - Undercover in Stockholm basiert auf dieser Buchreihe. Auch eine der Protagonistinnen der Serie Greyzone – No Way Out arbeitet für die Säkerhetspolisen.